# Novokuybyshevsk
Novokuybyshevsk (tiếng Nga: Новокуйбышевск) là một thành phố Nga. Thành phố này thuộc chủ thể Samara Oblast. Thành phố có dân số 112.973 người (theo điều tra dân số năm 2002). Đây là thành phố lớn thứ của Nga theo dân số năm 2002.

## Địa vị hành chính
Trong khuôn khổ các đơn vị hành chính, Novokuybyshevsk (cùng với 7 khu dân cư nông thôn) được hợp nhất thành thành phố trực thuộc tỉnh Novokuybyshevsk, một đơn vị hành chính có địa vị ngang bằng với các huyện. Là một đơn vị đô thị, thành phố trực thuộc tỉnh Novokuybyshevsk được hợp thành Okrug đô thị Novokuybyshevsk.

## Nhân khẩu
Dưới đây là dân số Novokuybyshevsk qua các năm:
| Năm    | 1989    | 1996    | 2002    | 2004    | 2006    | 2010    |
| Dân số | 112.987 | 115.000 | 112.973 | 112.300 | 111.800 | 108.438 |